# Liste des essais nucléaires français
Liste des essais nucléaires français effectué dans le cadre de la force de dissuasion nucléaire française.

## Sahara

### Essais atmosphériques à Reggane (1960-1961)
| No | Date             | Nom de code      | Coordonnées géographiques   | Mode de tir | Objectif  | Puissance (en kt de TNT) |
| -- | ---------------- | ---------------- | --------------------------- | ----------- | --------- | ------------------------ |
| 1  | 13 février 1960  | Gerboise bleue   | 26° 18′ 42″ N, 0° 03′ 26″ O | Tour 100 m  | militaire | 70 kt                    |
| 2  | 1er avril 1960   | Gerboise blanche | 26° 09′ 58″ N, 0° 06′ 09″ O | Au sol      | militaire | 4 kt                     |
| 3  | 27 décembre 1960 | Gerboise rouge   | 26° 21′ 13″ N, 0° 07′ 25″ O | Tour 50 m   | militaire | 3 kt                     |
| 4  | 25 avril 1961    | Gerboise verte   | 26° 19′ 18″ N, 0° 04′ 24″ O | Tour 50 m   | militaire | 0,5 kt                   |

### Essais souterrains en galerie dans le Hoggar (1961-1966)
Lorsque des essais sont effectués dans le cadre du programme APEX (Application pacifique des expérimentations nucléaires), les deux noms sont indiqués dans la colonne "Nom de code" et la colonne "Objectif" le précise.
| No | Date              | Nom de code        | Coordonnées géographiques,      | Mode de tir         | Objectif            | Puissance (en kt de TNT) |
| -- | ----------------- | ------------------ | ------------------------------- | ------------------- | ------------------- | ------------------------ |
| 5  | 7 novembre 1961   | Agate              | 24° 03′ 25,5″ N, 5° 03′ 07,6″ E | Galerie souterraine | militaire           | 10 kt                    |
| 6  | 1er mai 1962      | Béryl              | 24° 03′ 46,8″ N, 5° 02′ 30,8″ E | Galerie souterraine | AN 11               | 40 kt                    |
| 7  | 18 mars 1963      | Émeraude/Georgette | 24° 02′ 28,9″ N, 5° 03′ 07,9″ E | Galerie souterraine | militaire/pacifique | 10 kt                    |
| 8  | 30 mars 1963      | Améthyste          | 24° 02′ 36″ N, 5° 03′ 25,2″ E   | Galerie souterraine | militaire           | 2,5 kt                   |
| 9  | 20 octobre 1963   | Rubis              | 24° 02′ 07,8″ N, 5° 02′ 19″ E   | Galerie souterraine | militaire           | 52 kt                    |
| 10 | 14 février 1964   | Opale/Michèle      | 24° 03′ 13,1″ N, 5° 03′ 08,6″ E | Galerie souterraine | militaire/pacifique | 3 kt                     |
| 11 | 15 juin 1964      | Topaze             | 24° 03′ 59,8″ N, 5° 02′ 04,4″ E | Galerie souterraine | militaire           | 2,5 kt                   |
| 12 | 28 novembre 1964  | Turquoise          | 24° 02′ 30,7″ N, 5° 02′ 30,1″ E | Galerie souterraine | militaire           | 10 kt                    |
| 13 | 27 février 1965   | Saphir/Monique     | 24° 03′ 31,4″ N, 5° 01′ 52,3″ E | Galerie souterraine | militaire/pacifique | 127 kt                   |
| 14 | 30 mai 1965       | Jade               | 24° 03′ 18″ N, 5° 03′ 03,1″ E   | Galerie souterraine | militaire           | 2,5 kt                   |
| 15 | 1er octobre 1965  | Corindon           | 24° 03′ 53,7″ N, 5° 02′ 02,6″ E | Galerie souterraine | militaire           | 2,5 kt                   |
| 16 | 1er décembre 1965 | Tourmaline         | 24° 02′ 37,4″ N, 5° 02′ 48,9″ E | Galerie souterraine | militaire           | 10 kt                    |
| 17 | 16 février 1966   | Grenat/Carmen      | 24° 02′ 39″ N, 5° 02′ 28,4″ E   | Galerie souterraine | militaire/pacifique | 13 kt                    |

## Polynésie française

### Essais atmosphériques en Polynésie (1966-1974)
Les essais aériens en Polynésie française ont fait intervenir plusieurs techniques :
- les essais sur barge (4) ;
- les essais sous ballons captifs (34) ;
- les essais depuis une tour (5) ;
- les largages à partir d'avions, qui permettent de reproduire les conditions réelles de façon assez proche (3).

Parmi les 46 essais atmosphériques en Polynésie, il y a eu 5 essais de sécurité afin de vérifier que les bombes n'explosent pas tant qu'elles ne sont pas amorcées. En principe, ces essais ne provoquent pas d'explosion nucléaire.
| No | Date            | Nom de code | Lieu                         | Coordonnées géographiques         | Mode de tir | Altitude | Objectif       | Puissance (en kt de TNT)  |
| -- | --------------- | ----------- | ---------------------------- | --------------------------------- | ----------- | -------- | -------------- | ------------------------- |
| 18 | 2 juill. 1966   | Aldébaran   | Moruroa / PEA Dindon         | 21° 52′ 07″ S, 139° 00′ 07″ O     | barge       | 10 m     | AN 52          | 28 kt                     |
| 19 | 19 juill. 1966  | Tamouré     | Moruroa (85 km à l'est)      | 21° 26′ 47,1″ S, 138° 42′ 21,2″ O | Mirage IV   | 1000 m   | AN 11          | 50 kt                     |
| 20 | 21 juill. 1966  | Ganymède    | Moruroa / zone Colette       | 21° 46′ 48″ S, 138° 54′ 13″ O     | tour        | 10 m     | sécurité AN 22 | nulle                     |
| 21 | 11 sept. 1966   | Bételgeuse  | Moruroa / PEA Denise         | 21° 47′ 30″ S, 138° 53′ 33″ O     | ballon      | 470 m    | MR 31          | 110 kt                    |
| 22 | 24 sept. 1966   | Rigel       | Fangataufa / PEA Frégate     | 22° 14′ 24″ S, 138° 43′ 22″ O     | barge       | 3 m      | fission dopée  | 125 kt                    |
| 23 | 4 oct. 1966     | Sirius      | Moruroa / PEA Dindon         | 21° 52′ 18″ S, 139° 00′ 12″ O     | barge       | 10 m     | fission dopée  | 205 kt                    |
| 24 | 5 juin 1967     | Altaïr      | Moruroa / PEA Denise         | 21° 47′ 11″ S, 138° 53′ 33″ O     | ballon      | 295 m    | militaire      | 15 kt                     |
| 25 | 27 juin 1967    | Antarès     | Moruroa / PEA Dindon         | 21° 52′ 08″ S, 139° 00′ 02″ O     | ballon      | 340 m    | fission dopée  | 120 kt                    |
| 26 | 2 juill. 1967   | Arcturus    | Moruroa / PEA Denise         | 21° 47′ 11″ S, 138° 53′ 33″ O     | barge,      | 3 m      | fission dopée  | 22 kt                     |
| 27 | 7 juill. 1968   | Capella     | Moruroa / PEA Denise         | 21° 47′ 24″ S, 138° 53′ 32″ O     | ballon      | 463 m    | MR 41          | 115 kt                    |
| 28 | 15 juill. 1968  | Castor      | Moruroa / PEA Dindon         | 21° 47′ 24″ S, 139° 00′ 13″ O     | ballon      | 650 m    | MR 41 f.       | 450 kt                    |
| 29 | 3 août 1968     | Pollux      | Moruroa / PEA Denise         | 21° 47′ 26″ S, 138° 53′ 32″ O     | ballon      | 490 m    | MR 41          | 150 kt                    |
| 30 | 24 août 1968    | Canopus     | Fangataufa / PEA Frégate     | 22° 14′ 36″ S, 138° 43′ 30″ O     | ballon      | 520 m    | militaire      | 2600 kt (2,6 Mt bombe H)  |
| 31 | 8 sept. 1968    | Procyon     | Moruroa / PEA Dindon         | 21° 52′ 36″ S, 139° 00′ 18″ O     | ballon      | 700 m    | militaire      | 1280 kt (1,28 Mt bombe H) |
| 32 | 15 mai 1970     | Andromède   | Moruroa / PEA Denise         | 21° 47′ 03″ S, 138° 53′ 34″ O     | ballon      | 220 m    | militaire      | 13 kt                     |
| 33 | 22 mai 1970     | Cassiopée   | Moruroa / PEA Dindon         | 21° 52′ 34″ S, 139° 00′ 14″ O     | ballon      | 500 m    | TN 60          | 224 kt (bombe H)          |
| 34 | 30 mai 1970     | Dragon      | Fangataufa / PEA Frégate     | 22° 14′ 21″ S, 138° 43′ 26″ O     | ballon      | 500 m    | militaire      | 945 kt (Bombe H)          |
| 35 | 24 juin 1970    | Eridan      | Moruroa / PEA Denise         | 21° 47′ 03″ S, 138° 53′ 34″ O     | ballon      | 220 m    | militaire      | 12 kt                     |
| 36 | 3 juill. 1970   | Licorne     | Moruroa / PEA Dindon         | 21° 52′ 34″ S, 139° 00′ 14″ O     | ballon      | 500 m    | TN 60          | 914 kt (bombe H)          |
| 37 | 27 juill. 1970  | Pégase      | Moruroa / PEA Denise         | 21° 47′ 03″ S, 138° 53′ 34″ O     | ballon      | 220 m    | militaire      | 0,05 kt                   |
| 38 | 2 août 1970     | Orion       | Fangataufa / PEA Frégate     | 22° 14′ 02″ S, 138° 43′ 01″ O     | ballon      | 400 m    | militaire      | 72 kt (bombe H)           |
| 39 | 6 août 1970     | Toucan      | Moruroa / PEA Dindon         | 21° 52′ 34″ S, 139° 00′ 14″ O     | ballon      | 500 m    | militaire      | 594 kt (bombe H)          |
| 40 | 5 juin 1971     | Dioné       | Moruroa / PEA Denise         | 21° 47′ 15″ S, 138° 53′ 34″ O     | ballon      | 275 m    | AN 51 CTC (en) | 34 kt                     |
| 41 | 12 juin 1971    | Encelade    | Moruroa / PEA Dindon         | 21° 52′ 34″ S, 139° 00′ 14″ O     | ballon      | 450 m    | MR 41 f.       | 440 kt                    |
| 42 | 4 juill. 1971   | Japet       | Moruroa / PEA Denise         | 21° 47′ 10″ S, 138° 53′ 33″ O     | ballon      | 230 m    | TN 60          | 9 kt                      |
| 43 | 8 août 1971     | Phoebe      | Moruroa / PEA Denise         | 21° 47′ 10″ S, 138° 53′ 33″ O     | ballon      | 230 m    | TN 60          | 4 kt                      |
| 44 | 14 août 1971    | Rhéa        | Moruroa / PEA Dindon         | 21° 52′ 39″ S, 139° 00′ 38″ O     | ballon      | 480 m    | TN 60          | 955 kt (bombe H)          |
| 45 | 25 juin 1972    | Umbriel     | Moruroa / PEA Denise         | 21° 47′ 09″ S, 138° 53′ 34″ O     | ballon      | 230 m    | TN 60          | 0,5 kt                    |
| 46 | 30 juin 1972    | Titania     | Moruroa / PEA Dindon         | 21° 52′ 00″ S, 139° 00′ 22″ O     | ballon      | 220 m    | TN 60          | 4 kt                      |
| 47 | 27 juill. 1972  | Obéron      | Moruroa/PEA Dindon           | 21° 52′ 00″ S, 139° 00′ 22″ O     | ballon      | 220 m    | TN 60          | 6 kt                      |
| 48 | 31 juill. 1972  | Ariel       | Moruroa / zone Colette       | 21° 46′ 47″ S, 138° 54′ 02″ O     | tour        | 12 m     | sécurité TN 60 | 0,001 kt (1 t)            |
| 49 | 21 juill. 1973  | Euterpe     | Moruroa / PEA Dindon         | 21° 52′ 00″ S, 139° 00′ 22″ O     | ballon      | 220 m    | TN 60          | 11 kt                     |
| 50 | 28 juill. 1973  | Melpomene   | Moruroa / PEA Denise         | 21° 47′ 12″ S, 138° 53′ 34″ O     | ballon      | 270 m    | TN 60          | 0,05 kt                   |
| 51 | 18 août 1973    | Pallas      | Moruroa / PEA Denise         | 21° 47′ 12″ S, 138° 53′ 34″ O     | ballon      | 270 m    | TN 60          | 4 kt                      |
| 52 | 24 août 1973    | Parthenope  | Moruroa / PEA Dindon         | 21° 52′ 00″ S, 139° 00′ 22″ O     | ballon      | 220 m    | TN 60          | 0,2 kt                    |
| 53 | 28 août 1973    | Tamara      | Moruroa (26 km à l'ouest)    | 21° 48′ 50″ S, 139° 15′ 19″ O     | Mirage III  | 250 m    | AN-52          | 6 kt                      |
| 54 | 13 sept. 1973   | Vesta       | Moruroa / zone Colette       | 21° 46′ 48″ S, 138° 53′ 56″ O     | tour        | 4,1 m    | sécurité       | nulle                     |
| 55 | 16 juin 1974    | Capricorne  | Moruroa / PEA Dindon         | 21° 51′ 58″ S, 139° 00′ 03″ O     | ballon      | 220 m    | TN 70          | 4 kt                      |
| 56 | 1er juill. 1974 | Bélier      | Moruroa / zone Colette       | 21° 46′ 48″ S, 138° 53′ 56″ O     | tour        | 5,6 m    | sécurité       | nulle                     |
| 57 | 7 juill. 1974   | Gémeaux     | Moruroa / PEA Dindon         | 21° 52′ 08″ S, 139° 00′ 07″ O     | ballon      | 312 m    | TN 70          | 150 kt (bombe H)          |
| 58 | 17 juill. 1974  | Centaure    | Moruroa / PEA Denise         | 21° 47′ 13″ S, 138° 53′ 36″ O     | ballon      | 270 m    | TN 80          | 4 kt                      |
| 59 | 25 juill. 1974  | Maquis      | Moruroa (17 km au sud-ouest) | 21° 58′ 50″ S, 139° 11′ 15″ O     | Jaguar A    | 250 m    | AN-52          | 8 kt                      |
| 60 | 28 juill. 1974  | Persée      | Moruroa / zone Colette       | 21° 46′ 48″ S, 138° 53′ 56″ O     | tour        | 5,6 m    | sécurité       | 0,001 kt (1 t)            |
| 61 | 15 août 1974    | Scorpion    | Moruroa / PEA Dindon         | 21° 52′ 08″ S, 139° 00′ 07″ O     | ballon      | 312 m    | militaire      | 96 kt (bombe H)           |
| 62 | 24 août 1974    | Taureau     | Moruroa / PEA Denise         | 21° 47′ 13″ S, 138° 53′ 32″ O     | ballon      | 270 m    | militaire      | 14 kt                     |
| 63 | 14 sept. 1974   | Verseau     | Moruroa / PEA Dindon         | 21° 52′ 20″ S, 139° 00′ 12″ O     | ballon      | 433 m    | TN 60          | 332 kt (bombe H)          |

### Essais souterrains de puits en Polynésie (1975-1991)
Les essais souterrains en Polynésie ont fait intervenir deux techniques de forage :
- sous la couronne récifale de l'atoll, dite en « puits » ;
- sous le lagon.

Sur les dix essais de sécurité souterrains, trois ont provoqué des dégagements d'énergie (< 5 kT), et sont donc classés comme tirs militaires. Il s'agirait de : Tecmessa, Mélanippe, et Coronis.
| No  | Date              | Nom de code   | Lieu       | Coordonnées géographiques, | Mode de tir | Objectif         | Puissance (en kt de TNT) |
| --- | ----------------- | ------------- | ---------- | -------------------------- | ----------- | ---------------- | ------------------------ |
| 64  | 5 juin 1975       | Achille       | Fangataufa |                            | puits/atoll | militaire        | 5 kt                     |
| 65  | 26 novembre 1975  | Hector        | Fangataufa |                            | puits/atoll | militaire        | 5 kt                     |
| 66  | 3 avril 1976      | Patrocle      | Moruroa    |                            | puits/atoll | militaire        | 1 kt                     |
| 67  | 11 juillet 1976   | Menelas       | Moruroa    |                            | puits/atoll | militaire        | 12 kt                    |
| 68  | 22 juillet 1976   | Calypso       | Moruroa    |                            | puits/atoll | sécurité         | nulle                    |
| 69  | 30 octobre 1976   | Ulysse A      | Moruroa    |                            | puits/atoll | militaire        | 1 kt                     |
| 70  | 5 décembre 1976   | Astyanax      | Moruroa    |                            | puits/atoll | militaire        | 1 kt                     |
| 71  | 19 février 1977   | Ulysse B      | Moruroa    |                            | puits/atoll | militaire        | 5 kt                     |
| 72  | 19 mars 1977      | Nestor        | Moruroa    |                            | puits/atoll | militaire        | 47 kt                    |
| 73  | 2 avril 1977      | Œdipe         | Moruroa    |                            | puits/atoll | militaire        | 1 kt                     |
| 74  | 28 juin 1977      | Andromaque    | Moruroa    |                            | puits/atoll | sécurité         | nulle                    |
| 75  | 6 juillet 1977    | Ajax          | Moruroa    |                            | puits/atoll | militaire        | 20 kt                    |
| 76  | 12 juillet 1977   | Clytemnestre  | Moruroa    |                            | puits/atoll | sécurité         | nulle                    |
| 77  | 12 novembre 1977  | Oreste        | Moruroa    |                            | puits/atoll | militaire        | 5 kt                     |
| 78  | 24 novembre 1977  | Enée          | Moruroa    |                            | puits/atoll | militaire        | 50 kt                    |
| 79  | 17 décembre 1977  | Laocoon       | Moruroa    |                            | puits/atoll | militaire        | 5 kt                     |
| 80  | 27 février 1978   | Polyphème     | Moruroa    |                            | puits/atoll | militaire        | 1 kt                     |
| 81  | 22 mars 1978      | Pylade        | Moruroa    |                            | puits/atoll | bombe à neutrons | 5 kt                     |
| 82  | 25 mars 1978      | Hecube        | Moruroa    |                            | puits/atoll | militaire        | 1 kt                     |
| 83  | 1er juillet 1978  | Xanthos       | Moruroa    |                            | puits/atoll | militaire        | 1 kt                     |
| 84  | 19 juillet 1978   | Arès          | Moruroa    |                            | puits/atoll | militaire        | 5 kt                     |
| 85  | 26 juillet 1978   | Idoménée      | Moruroa    |                            | puits/atoll | militaire        | 4 kt                     |
| 86  | 2 novembre 1978   | Schedios      | Moruroa    |                            | puits/atoll | militaire        | 3 kt                     |
| 87  | 14 novembre 1978  | Aphrodite     | Moruroa    |                            | puits/atoll | sécurité         | nulle                    |
| 88  | 30 novembre 1978  | Priam         | Moruroa    |                            | puits/atoll | militaire        | 64 kt                    |
| 89  | 17 décembre 1978  | Etéocle       | Moruroa    |                            | puits/atoll | militaire        | 5 kt                     |
| 90  | 19 décembre 1978  | Eumée         | Moruroa    |                            | puits/atoll | militaire        | 12 kt                    |
| 91  | 1er mars 1979     | Penthesilée   | Moruroa    |                            | puits/atoll | militaire        | 8 kt                     |
| 92  | 9 mars 1979       | Philoctète    | Moruroa    |                            | puits/atoll | militaire        | 14 kt                    |
| 93  | 24 mars 1979      | Agapenor      | Moruroa    |                            | puits/atoll | militaire        | 8 kt                     |
| 94  | 4 avril 1979      | Polydore      | Moruroa    |                            | puits/atoll | militaire        | 6 kt                     |
| 95  | 18 juin 1979      | Pyrrhos       | Moruroa    |                            | puits/atoll | militaire        | 5 kt                     |
| 96  | 29 juin 1979      | Egysthe       | Moruroa    |                            | puits/atoll | militaire        | 28 kt                    |
| 97  | 25 juillet 1979   | Tydée         | Moruroa    |                            | puits/atoll | militaire        | 112 kt                   |
| 98  | 28 juillet 1979   | Palamede      | Moruroa    |                            | puits/atoll | militaire        | 5 kt                     |
| 99  | 19 novembre 1979  | Chrysostemis  | Moruroa    |                            | puits/atoll | militaire        | 1 kt                     |
| 100 | 22 novembre 1979  | Atrée         | Moruroa    |                            | puits/atoll | militaire        | 4 kt                     |
| 101 | 23 février 1980   | Thyeste       | Moruroa    |                            | puits/atoll | militaire        | 2 kt                     |
| 102 | 3 mars 1980       | Adraste       | Moruroa    |                            | puits/atoll | militaire        | 5 kt                     |
| 103 | 23 mars 1980      | Thésée        | Moruroa    |                            | puits/atoll | militaire        | 80 kt                    |
| 104 | 1er avril 1980    | Boros         | Moruroa    |                            | puits/atoll | militaire        | 18 kt                    |
| 105 | 4 avril 1980      | Pélops        | Moruroa    |                            | puits/atoll | militaire        | 5 kt                     |
| 106 | 16 juin 1980      | Euryphyle     | Moruroa    |                            | puits/atoll | militaire        | 26 kt                    |
| 107 | 21 juin 1980      | Ilus          | Moruroa    |                            | puits/atoll | bombe à neutrons | 9 kt                     |
| 108 | 6 juillet 1980    | Chryses       | Moruroa    |                            | puits/atoll | militaire        | 5 kt                     |
| 109 | 9 juillet 1980    | Leda          | Moruroa    |                            | puits/atoll | sécurité         | nulle                    |
| 110 | 19 juillet 1980   | Asios         | Moruroa    |                            | puits/atoll | militaire        | 80 kt                    |
| 111 | 25 novembre 1980  | Laerte        | Moruroa    |                            | puits/atoll | militaire        | 2 kt                     |
| 112 | 3 décembre 1980   | Diomède       | Moruroa    |                            | puits/atoll | TN 70            | 51 kt                    |
| 113 | 27 février 1981   | Broteas       | Moruroa    |                            | puits/atoll | militaire        | 5 kt                     |
| 114 | 6 mars 1981       | Tyro          | Moruroa    |                            | puits/atoll | militaire        | 2 kt                     |
| 115 | 28 mars 1981      | Iphiclès      | Moruroa    |                            | puits/atoll | militaire        | 5 kt                     |
| 116 | 10 avril 1981     | Clymène       | Moruroa    |                            | sous lagon  | militaire        | 8 kt                     |
| 117 | 8 juillet 1981    | Lyncée        | Moruroa    |                            | puits/atoll | militaire        | 20 kt                    |
| 118 | 11 juillet 1981   | Eryx          | Moruroa    |                            | puits/atoll | militaire        | 5 kt                     |
| 119 | 18 juillet 1981   | Théras        | Moruroa    |                            | puits/atoll | militaire        | 2 kt                     |
| 120 | 3 août 1981       | Agénor        | Moruroa    |                            | puits/atoll | bombe à neutrons | 20 kt                    |
| 121 | 6 novembre 1981   | Leto          | Moruroa    |                            | puits/atoll | militaire        | 1 kt                     |
| 122 | 11 novembre 1981  | Proclès       | Moruroa    |                            | puits/atoll | bombe à neutrons | 5 kt                     |
| 123 | 5 décembre 1981   | Cilix         | Moruroa    |                            | sous lagon  | bombe à neutrons | 5 kt                     |
| 124 | 8 décembre 1981   | Cadmos        | Moruroa    |                            | sous lagon  | bombe à neutrons | 15 kt                    |
| 125 | 20 février 1982   | Ærope         | Moruroa    |                            | puits/atoll | militaire        | 3 kt                     |
| 126 | 24 février 1982   | Deiphobe      | Moruroa    |                            | puits/atoll | militaire        | 1 kt                     |
| 127 | 20 mars 1982      | Rhesos        | Moruroa    |                            | sous lagon  | bombe à neutrons | 17 kt                    |
| 128 | 23 mars 1982      | Evenos        | Moruroa    |                            | puits/atoll | militaire        | 0,5 kt                   |
| 129 | 31 mars 1982      | Æson          | Moruroa    |                            | puits/atoll | sécurité         | nulle                    |
| 130 | 27 juin 1982      | Laodice       | Moruroa    |                            | puits/atoll | militaire        | 2 kt                     |
| 131 | 1er juillet 1982  | Antilokos     | Moruroa    |                            | puits/atoll | militaire        | 20 kt                    |
| 132 | 21 juillet 1982   | Pitane        | Moruroa    |                            | puits/atoll | militaire        | 2 kt                     |
| 133 | 25 juillet 1982   | Laios         | Moruroa    |                            | sous lagon  | militaire        | 56 kt                    |
| 134 | 27 novembre 1982  | Procris       | Moruroa    |                            | puits/atoll | militaire        | 0,5 kt                   |
| 135 | 19 avril 1983     | Eurytos       | Moruroa    |                            | sous lagon  | militaire        | 40 kt                    |
| 136 | 25 avril 1983     | Automedon     | Moruroa    |                            | puits/atoll | militaire        | 0,25 kt                  |
| 137 | 25 mai 1983       | Cinyras       | Moruroa    |                            | sous lagon  | militaire        | 42 kt                    |
| 138 | 18 juin 1983      | Burisis       | Moruroa    |                            | puits/atoll | militaire        | 3 kt                     |
| 139 | 28 juin 1983      | Oxylos        | Moruroa    |                            | sous lagon  | militaire        | 20 kt                    |
| 140 | 20 juillet 1983   | Battos        | Moruroa    |                            | puits/atoll | militaire        | 10 kt                    |
| 141 | 4 août 1983       | Carnabon      | Moruroa    |                            | sous lagon  | militaire        | 20 kt                    |
| 142 | 3 décembre 1983   | Linos         | Moruroa    |                            | puits/atoll | militaire        | 4 kt                     |
| 143 | 7 décembre 1983   | Gyges         | Moruroa    |                            | sous lagon  | militaire        | 15 kt                    |
| 144 | 8 mai 1984        | Demophon      | Moruroa    |                            | puits/atoll | militaire        | 5 kt                     |
| 145 | 12 mai 1984       | Midas         | Moruroa    |                            | sous lagon  | militaire        | 56 kt                    |
| 146 | 12 juin 1984      | Aristée       | Moruroa    |                            | puits/atoll | militaire        | 5 kt                     |
| 147 | 16 juin 1984      | Echemos       | Moruroa    |                            | sous lagon  | militaire        | 34 kt                    |
| 148 | 27 octobre 1984   | Machaon       | Moruroa    |                            | puits/atoll | militaire        | 5 kt                     |
| 149 | 2 novembre 1984   | Acaste        | Moruroa    |                            | sous lagon  | militaire        | 34 kt                    |
| 150 | 1er décembre 1984 | Miletos       | Moruroa    |                            | puits/atoll | militaire        | 0,5 kt                   |
| 151 | 6 décembre 1984   | Memnon        | Moruroa    |                            | sous lagon  | militaire        | 53 kt                    |
| 152 | 30 avril 1985     | Cercyon       | Moruroa    |                            | puits/atoll | militaire        | 13 kt                    |
| 153 | 8 mai 1985        | Nisos         | Moruroa    |                            | sous lagon  | militaire        | 80 kt                    |
| 154 | 3 juin 1985       | Talaos        | Moruroa    |                            | puits/atoll | militaire        | 11 kt                    |
| 155 | 7 juin 1985       | Erginos       | Moruroa    |                            | sous lagon  | militaire        | 5 kt                     |
| 156 | 24 octobre 1985   | Héro          | Moruroa    |                            | puits/atoll | TN 81            | 2 kt                     |
| 157 | 26 octobre 1985   | Codros        | Moruroa    |                            | sous lagon  | militaire        | 20 kt                    |
| 158 | 24 novembre 1985  | Zetes         | Moruroa    |                            | puits/atoll | militaire        | 5 kt                     |
| 159 | 26 novembre 1985  | Mégarée       | Moruroa    |                            | sous lagon  | Hadès            | 54 k                     |
| 160 | 26 avril 1986     | Hyllos        | Moruroa    |                            | puits/atoll | militaire        | 5 kt                     |
| 161 | 6 mai 1986        | Ceto          | Moruroa    |                            | puits/atoll | militaire        | 5 kt                     |
| 162 | 27 mai 1986       | Sthelenoss    | Moruroa    |                            | puits/atoll | militaire        | 5 kt                     |
| 163 | 30 mai 1986       | Galatee       | Moruroa    |                            | sous lagon  | militaire        | 30 kt                    |
| 164 | 10 novembre 1986  | Hesione       | Moruroa    |                            | puits/atoll | militaire        | 5 kt                     |
| 165 | 12 novembre 1986  | Naupolis      | Moruroa    |                            | sous lagon  | militaire        | 20 kt                    |
| 166 | 6 décembre 1986   | Peneleos      | Moruroa    |                            | puits/atoll | militaire        | 5 kt                     |
| 167 | 10 décembre 1986  | Circé         | Moruroa    |                            | sous lagon  | militaire        | 32 kt                    |
| 168 | 5 mai 1987        | Jocaste       | Moruroa    |                            | sous lagon  | militaire        | 5 kt                     |
| 169 | 20 mai 1987       | Lycomède      | Moruroa    |                            | sous lagon  | militaire        | 30 kt                    |
| 170 | 6 juin 1987       | Dirce         | Moruroa    |                            | sous lagon  | militaire        | 5 kt                     |
| 171 | 21 juin 1987      | Iphpitos      | Moruroa    |                            | sous lagon  | militaire        | 20 kt                    |
| 172 | 23 octobre 1987   | Helenos       | Moruroa    |                            | sous lagon  | militaire        | 51 kt                    |
| 173 | 5 novembre 1987   | Pasiphae      | Moruroa    |                            | sous lagon  | militaire        | 18 kt                    |
| 174 | 19 novembre 1987  | Pelée         | Moruroa    |                            | sous lagon  | militaire        | 62 kt                    |
| 175 | 29 novembre 1987  | Danae         | Moruroa    |                            | sous lagon  | militaire        | 5 kt                     |
| 176 | 11 mai 1988       | Nélée         | Moruroa    |                            | sous lagon  | militaire        | 20 kt                    |
| 177 | 25 mai 1988       | Niobe         | Moruroa    |                            | sous lagon  | militaire        | 80 kt                    |
| 178 | 16 juin 1988      | Antigone      | Moruroa    |                            | sous lagon  | militaire        | 5 kt                     |
| 179 | 23 juin 1988      | Dejanire      | Moruroa    |                            | sous lagon  | militaire        | 20 kt                    |
| 180 | 25 octobre 1988   | Acrisios      | Moruroa    |                            | sous lagon  | militaire        | 2 kt                     |
| 181 | 5 novembre 1988   | Thrasymedes   | Moruroa    |                            | sous lagon  | militaire        | 47 kt                    |
| 182 | 23 novembre 1988  | Pheres        | Moruroa    |                            | sous lagon  | militaire        | 45 kt                    |
| 183 | 30 novembre 1988  | Cycnos        | Fangataufa |                            | sous lagon  | militaire        | 103 kt                   |
| 184 | 11 mai 1989       | Epeios        | Moruroa    |                            | sous lagon  | militaire        | 16 kt                    |
| 185 | 20 mai 1989       | Tecmessa      | Moruroa    |                            | sous lagon  | militaire        | 2 kt                     |
| 186 | 3 juin 1989       | Nyctee        | Moruroa    |                            | sous lagon  | militaire        | 20 kt                    |
| 187 | 10 juin 1989      | Cyzicos       | Fangataufa |                            | sous lagon  | militaire        | 80 kt                    |
| 188 | 24 octobre 1989   | Hysipyle      | Moruroa    |                            | sous lagon  | militaire        | 24 kt                    |
| 189 | 31 octobre 1989   | Erigone       | Moruroa    |                            | sous lagon  | militaire        | 20 kt                    |
| 190 | 20 novembre 1989  | Tros          | Moruroa    |                            | sous lagon  | militaire        | 20 kt                    |
| 191 | 25 novembre 1989  | Daunus        | Moruroa    |                            | puits/atoll | sécurité         | nulle                    |
| 192 | 27 novembre 1989  | Lycos         | Fangataufa |                            | sous lagon  | militaire        | 87 kt                    |
| 193 | 2 juin 1990       | Telephe       | Moruroa    |                            | sous lagon  | militaire        | 20 kt                    |
| 194 | 7 juin 1990       | Megapenthes   | Moruroa    |                            | sous lagon  | militaire        | 5 kt                     |
| 195 | 26 juin 1990      | Cypselos      | Fangataufa |                            | sous lagon  | militaire        | 100 kt                   |
| 196 | 4 juillet 1990    | Anticlee      | Moruroa    |                            | sous lagon  | militaire        | 18 kt                    |
| 197 | 14 novembre 1990  | Hyrtacos      | Fangataufa |                            | sous lagon  | militaire        | 118 kt                   |
| 198 | 21 novembre 1990  | Thoas         | Moruroa    |                            | sous lagon  | militaire        | 36 kt                    |
| 199 | 7 mai 1991        | Melanippe     | Moruroa    |                            | sous lagon  | militaire        | 1 kt                     |
| 200 | 18 mai 1991       | Alcinos       | Moruroa    |                            | sous lagon  | militaire        | 20 kt                    |
| 201 | 29 mai 1991       | Periclymentos | Fangataufa |                            | sous lagon  | militaire        | 106 kt                   |
| 202 | 14 juin 1991      | Pitthee       | Moruroa    |                            | sous lagon  | militaire        | 28 kt                    |
| 203 | 5 juillet 1991    | Coronis       | Moruroa    |                            | sous lagon  | militaire        | 0,3 kt                   |
| 204 | 15 juillet 1991   | Lycurgue      | Moruroa    |                            | sous lagon  | militaire        | 34 kt                    |

### Dernière campagne d'essais souterrains en Polynésie (1995-1996)
| No  | Date             | Nom de code | Lieu       | Mode de tir | Objectif  | Puissance (en kt de TNT) |
| --- | ---------------- | ----------- | ---------- | ----------- | --------- | ------------------------ |
| 205 | 5 septembre 1995 | Thétis      | Moruroa    | sous lagon  | militaire | 8 kt                     |
| 206 | 2 octobre 1995   | Ploutos     | Fangataufa | sous lagon  | TN 75     | 110 kt (bombe H)         |
| 207 | 28 octobre 1995  | Aepytos     | Moruroa    | sous lagon  | TN 75     | 39 kt                    |
| 208 | 23 novembre 1995 | Phégée      | Moruroa    | sous lagon  | militaire | 20 kt                    |
| 209 | 28 décembre 1995 | Thémisto    | Moruroa    | sous lagon  | militaire | 21 kt                    |
| 210 | 27 janvier 1996  | Xouthos     | Fangataufa | sous lagon  | TN 75     | 120 kt (bombe H)         |

### Note
1. ↑  L'essai n°26 (Arcturus) n'était pas prévu comme un tir sur barge mais comme un tir sous ballon. À la suite de l'indisponibilité du ballon et vu qu'il n'en restait plus en stock, une barge ancrée datant de la campagne de 1966 fut utilisé en pas de tir de substitution.